# Hoffmannia larensis
Hoffmannia larensis är en måreväxtart som beskrevs av Julian Alfred Steyermark. Hoffmannia larensis ingår i släktet Hoffmannia och familjen måreväxter. Inga underarter finns listade i Catalogue of Life.